# 青海波 (纹样)

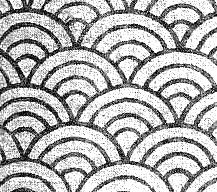
青海波纹样

青海波，日本传统纹样之一，由垂直、水平方向均重复布置的，形似鱼鳞的扇形图案构成。

## 名称
该纹样的名字“青海波”据称源自日本雅乐《青海波》，因《青海波》舞乐表演者服饰上常装饰有该纹样而得名。

## 历史
青海波纹样相传发祥于波斯萨珊王朝，在埃及、伊朗等地广泛使用。相传，青海波在飛鳥時代（592年－710年）通过丝绸之路经中国传播至日本，早在镰仓时代（1192年－1333年）该纹样与水产生联系，被认为是象征“永遠平安”的吉祥图案。该纹样在江户时代普及，并产生了将扇形替换为菊花的“菊青海波”，松叶的“松青海波”和菱形的“菱松青海波”等纹样。